# Helgi Grétarsson
En aquest nom islandès, el darrer nom és un patronímic, no pas un cognom. La manera de referir-se a aquesta persona és pel nom de pila.
Helgi Grétarsson (nascut el 18 de febrer de 1977), és un jugador d'escacs islandès, que té el títol de Gran Mestre des de 1994. Ha romàs pràcticament inactiu en escacs de competició des de 2007.
A la llista d'Elo de la FIDE del maig de 2020, hi tenia un Elo de 2401 punts, cosa que en feia el jugador número 12 (en actiu) d'Islàndia. El seu màxim Elo va ser de 2563 punts, a la llista de juliol de 2000 (posició 187 al rànquing mundial).

## Resultats destacats en competició
El 1994, va guanyar el Campionat del món d'escacs Júnior. Grétarsson ha participat, representant Islàndia, en quatre Olimpíades d'escacs, els anys 1994, 1996, 1998 i 2002.
El 1997 guanyà el torneig de Copenhaguen. Va participar en el Campionat del Món de la FIDE de 1998, i el mateix any fou segon al Campionat d'escacs d'Islàndia.
Està casat amb la Gran Mestre Femení islandesa (d'origen txec) Lenka Ptacnikova.